# Apfelallee (München)
Die Apfelallee ist eine Allee im Münchner Stadtteil Obermenzing, die um 1897 angelegt wurde.

## Geschichte
Die Apfelallee ist eine westöstlich ausgerichtete Querstraße der Villenkolonie Pasing II, die von der Alten Allee ausgeht. An ihrer Südseite wurde sie nach Anlegung schnell mit historistischen Villen bebaut. Diese sind zumeist im Landhausstil gehalten und weisen hölzerne Bauteile auf. Die Nordseite ist mit jüngeren Häusern durchsetzt. 

## Baudenkmäler an der Apfelallee
Baudenkmäler in der Apfelallee sind die Villen mit den Hausnummern 2, 3, 5, 7, 9, 13, 15, 16, 17, 21, 23 und 26a.